# المرصبة (الرجم)

تعديل مصدري - تعديل

المرصبة هي إحدى قرى عزلة العزكي بمديرية الرجم التابعة لمحافظة المحويت، بلغ تعداد سكانها 14 نسمة حسب تعداد اليمن لعام 2004.